# Euphorbia broussonetii
Euphorbia broussonetii ist eine Pflanzenart aus der Gattung Wolfsmilch (Euphorbia) in der Familie der Wolfsmilchgewächse (Euphorbiaceae).

## Beschreibung
Die sukkulente Euphorbia broussonetii bildet dicht verzweigte Sträucher mit einer Wuchshöhe bis 2 Meter aus. Die an den Triebspitzen dicht stehenden Blätter sind linealisch geformt und sitzend. Sie werden bis etwa 5 Zentimeter lang und 0,6 Zentimeter breit.
Der endständige Blütenstand besteht aus Cymen, die in vier- bis achtstrahligen Dolden erscheinen. Es werden kleine und eiförmige Tragblätter ausgebildet. Die Nektardrüsen sind gelappt. Die stumpf gelappte Frucht wird etwa 8 Millimeter groß und steht an einem herausragenden Stiel. Der eiförmige Samen hat eine glatte Oberfläche und ein kleines Anhängsel.

## Verbreitung und Systematik
Euphorbia broussonetii ist auf den Kanarischen Inseln verbreitet.
Euphorbia broussonetii gehört zur Sektion Aphyllis der Untergattung Esula. Die Erstbeschreibung der Art erfolgte 1825 durch Heinrich Friedrich Link.
Nomenklatorische Synonyme sind Euphorbia dendroides var. broussonetii (Willd. ex Link) Kuntze (1891) und Euphorbia lamarckii var. broussonetii (Willd. ex Link) Molero & Rovira (2004).
Heterotypische Synonyme sind Euphorbia obtusifolia f. latibracteata G.Kunkel (1978, unkorrekter Name, ICN-Artikel 11.4), Euphorbia lamarckii f. latibracteata (G.Kunkel) Oudejans (1993), Tirucallia virgata var. latibracteata (G.Kunkel) P.V.Heath (1996) und  Euphorbia obtusifolia var. wildpretii Molero & Rovira (1998, unkorrekter Name, ICN-Artikel 11.4).